# Statskuppen i Estland 1934
Statskuppen i Estland 12 mars 1934 var en oblodig statskupp i Estland, som blev inledningen till Konstantin Päts auktoritära regering.

## Bakgrund

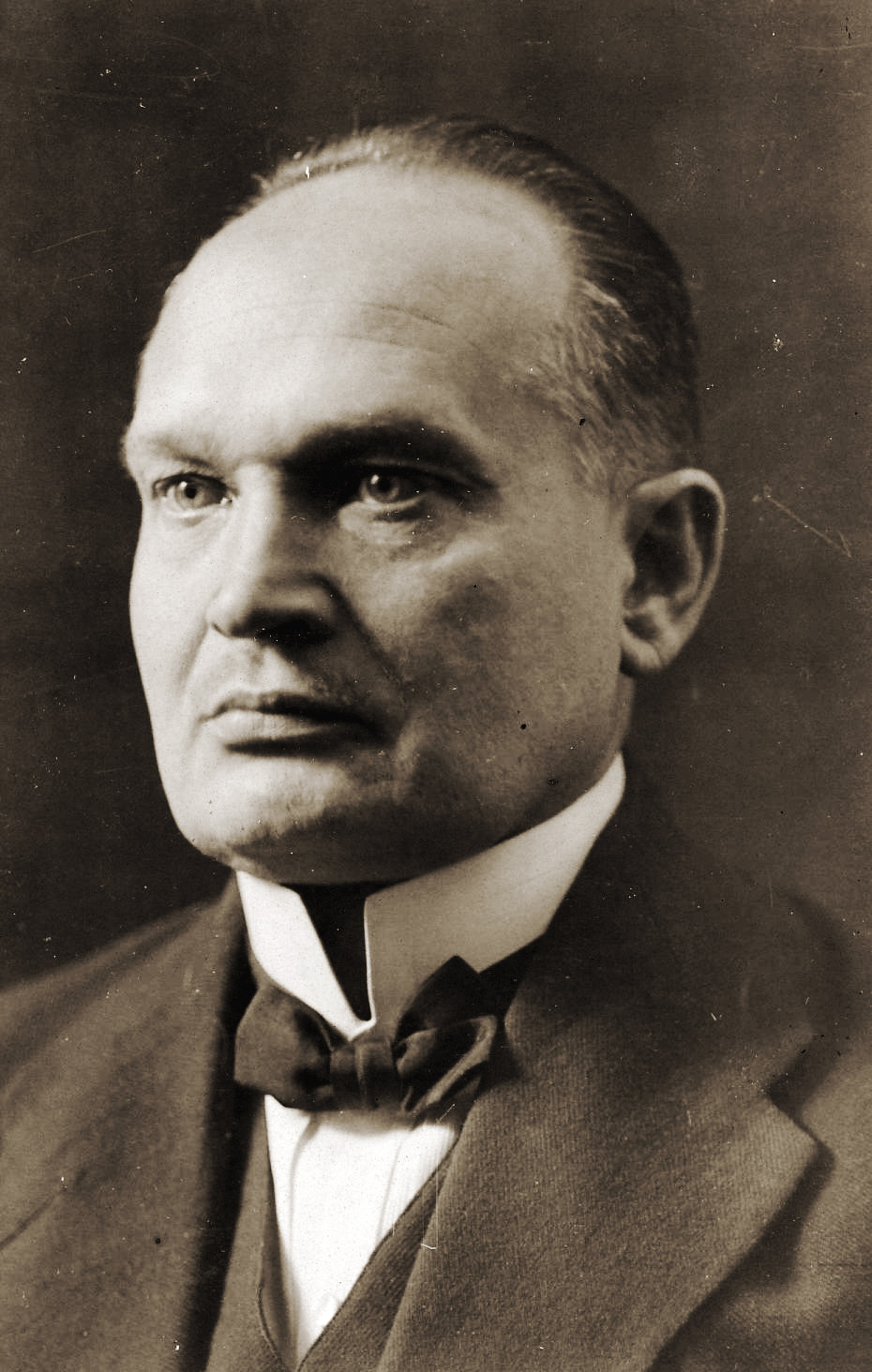
Konstantin Päts

1920 års konstitution för Republiken Estland var utpräglat parlamentarisk, där riksäldsten både var statschef och regeringschef och valdes av parlamentet. Under krisåren 1932 och 1933 hade Estland fem regeringar under kort tid, och det fanns en ökande allmän opinion för att stärka statschefsämbetet.
Den gällande konstitutionen innehöll även ett mått av direktdemokrati genom möjligheten att väcka lagförslag genom folkomröstning. Med hjälp av 25 000 namnunderskrifter kunde ett lagförslag läggas fram för folkomröstning och bli lag om förslaget antogs av folket. 1933 lade det nationalistiska högerextrema partiet Frihetskämparnas förbund (Eesti Vabadussõjalaste Liit), även kända som Vapsrörelsen, fram ett sådant lagförslag om att inrätta en mer presidentlik roll för riksäldsten, med en separat premiärminister som regeringschef. Förslaget hade tidigare förkastats av Riigikogu men kom genom folkomröstningen 14–16 oktober 1933 att antas som lag, gällande från och med 24 januari 1934. Den 17 oktober 1933 avgick Jaan Tõnissons regering och Konstantin Päts blev premiärminister med riksäldstes uppgifter fram till valen som skulle hållas 22–23 april 1934. Den nya konstitutionen bevarade de demokratiska rättigheterna i 1920 års konstitution och behöll även systemet med folkinitiativ. Parlamentets 50 ledamöter och riksäldsten skulle väljas i direkta val.
Frihetskämparnas förbund, även kallade Vapsrörelsen, växte i popularitet och i februari inleddes valkampanjen inför riksäldste- och parlamentsvalen 1934. De fyra kandidaterna i riksäldstevalet var Johan Laidoner, Vapsrörelsens ledare Andres Larka, Socialdemokratiska arbetarepartiets ledare August Rei och Bondeförbundets ledare Konstantin Päts.
Vid insamlingen av namnunderskrifter för nomineringen av kandidaterna inför valet var det tydligt att Andres Larka var populär, medan August Rei hade mindre framgång i opinionen. Päts och Laidoner kom båda att granskas i media efter uppgifter som publicerats av Frihetskämparna och som framställde Päts och Laidoners affärer i ett ofördelaktigt ljus. Det sågs som möjligt att Larka skulle uppnå egen majoritet redan i första valomgången. 
Päts och Laidoner kom med stöd av Rei under valkampanjen att i hemlighet besluta att föregripa valet genom en kupp. Det är inte känt när beslutet om att genomföra kuppen fattades, men en intervju med den brittiske ambassadören Hughe Knatchbull-Hugessen den 28 februari antyder att beslutet då redan var fattat. Ledarna för Frihetskämparnas förbund förvarnades om att en aktion var planerad men förutsåg inte omfattningen.

## Kuppen

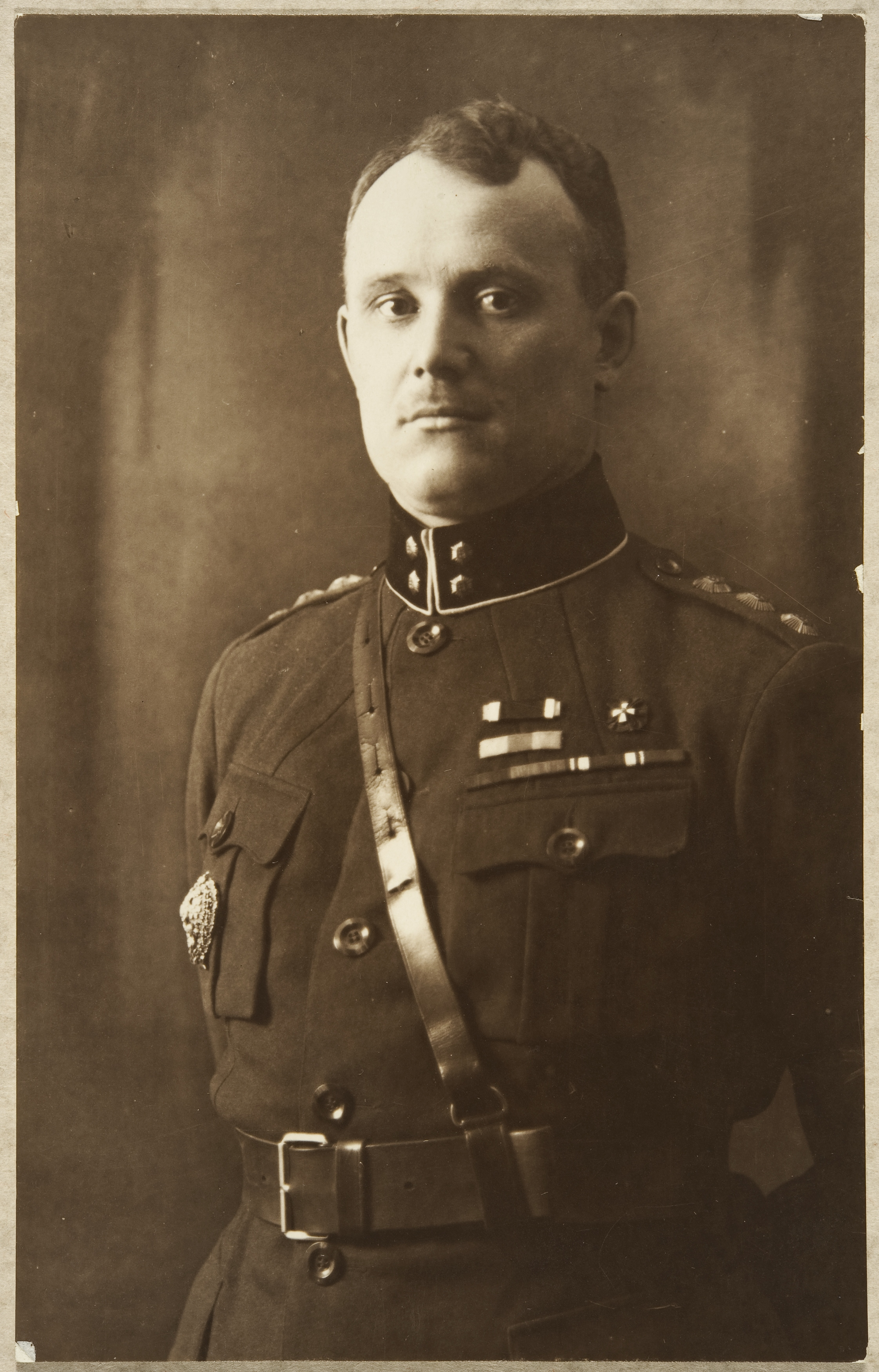
Johan Laidoner utsågs till militär överbefälhavare under kuppen.

Den exakta tidpunkten för när kuppen skulle genomföras beslutades troligen först på kvällen 11 mars, då Päts, Laidoner och Rei möttes. Den 12 mars vid tvåtiden gick ett meddelande till försvarets utbildningskaserner i Tallinn. Överste Alexander Jaakson som var chef för försvarshögskolan meddelade att han erhållit ett särskilt uppdrag. Tre kompanier utrustades med vapen och ammunition och förflyttades till innerstaden. Officersaspiranterna tog kontroll över centrala Tallinn med Domberget där de centrala regeringsfunktionerna fanns, och omringade Frihetskämparnas bostäder på Narva maantee och Merepuiestee. Säkerhetspoliser grep de närvarande och i hela Estland arresterades hundratals ledare och aktivister från Frihetskämparnas förbund, med hjälp av polisen och hemvärnet.
Då kuppen organiserats av den sittande demokratiska legitima regeringen krävdes ett relativt litet antal militärer för att genomföra kuppen, som hade stöd i breda delar av det politiska etablissemanget och pressen.
Klockan fem den 12 mars, flera timmar efter att kuppen inletts, trädde ett av statschefen Konstantin Päts och justitie- och inrikesminister Johan Müller utropat undantagstillstånd i kraft med sex månaders varaktighet. Johan Laidoner utsågs till ny försvarschef och militär överbefälhavare. Som förevändning meddelades att Frihetskämparna själva planerade en statskupp mot den sittande regeringen.
Laidoner beslutade omedelbart att upplösa Frihetskämparnas förbund och införde ett generellt mötesförbud för individer och organisationer samt ett förbund mot demonstrationer. Tio tidskrifter förbjöds och publiceringstillståndet för tre dagstidningar återkallades. Klockan tio på kvällen bjöds journalister in till regeringskvarteren. Päts meddelade att regeringen hade utnämnt en överbefälhavare för försvaret, att de politiska stridigheterna avslutats och att alla partier förbjudits att bedriva politisk agitation. Allvarliga åtgärder skulle genomföras mot hotande händelser. Motstånd mot överbefälhavarens order skulle omedelbart beivras med yttersta bestämdhet.
Kuppen bröt mot 1934 års konstitution, dels genom artikel 80, att överbefälhavaren bara kunde utses av riksäldsten i händelse av mobilisering eller krig, varför både Laidoners och försvarsledningens handlingar var okonstitutionella. Dels utfärdades 19 mars ett dekret av Konstantin Päts som meddelade att valet av riksäldste och parlament hade skjutits på framtiden. Detta stred mot artikel 60 i konstitutionen som uttryckligen förbjöd tillägg till vallagen genom dekret.

## Efter kuppen
1934 års val genomfördes aldrig och de politiska rättigheterna återställdes aldrig fullt ut under återstoden av mellankrigstiden. Estland inledde därigenom Päts auktoritära regering. 
Pätsregeringen stödde sig på militären under general Laidoner. 1935 antogs en ny författning som omvandlade Estlands parlamentariska styrelseskick till en presidentiell republik skräddarsydd för Päts. Samma år grundades Förbundet Fäderneslandet (Isamaaliit), som i praktiken var Päts och den politiska elitens maktparti då alla andra partier var förbjudna. Päts regerade från 1934 till 1937 som premiärminister med riksäldstes uppgifter och från 1937 till 1938 som riigihoidja, riksföreståndare. Han valdes därefter 1938 till Estlands president under 1938 års konstitution.
Från 1934 till 1938 var yttrande- och pressfriheten i praktiken avskaffad, och epoken kallas därför den tysta eran, vaikiv ajastu. Valen 1938 och 1938 års författning var ett steg i demokratisk riktning, men efter Sovjetunionens inmarsch i Estland i juni 1940 och skapandet av Estniska SSR kom de första helt fria valen att äga rum först i samband med den sjungande revolutionen.